# TOZAWA
TOZAWA（とざわ）は日本のダンサーである。本名、生年は非公表。誕生日は6月16日、出身地は秋田県。

## 人物
「アニメーションダンス」という分野で名を馳せ、プロダンサーとして確固たる実力を示している。
そのダンスは独自の世界観を作り上げるため、周りからは「TOZAWAワールド」と呼称されている。
NTV系列で放送されていた『少年チャンプル』により、その存在が広く知れ渡ることになる。
その番組内で、「カリスマアニメーションダンサー」と命名される。
テレビ東京番組「BEATOPIA（ビートピア）」のプロダンサー限定ソロバトルを優勝するなど、多数のダンス大会を優勝した経歴を持つ。アニメーションダンス以外にもポッピング（ストリートダンスの一種）、ヒップホップダンスも得意としている。Gacktの全国ツアーの振り付け・バックダンサー・海外ツアーダンサー等を務めている。JORストリートダンススクールではTOZAWA自身が講師をしている。
座右の銘は、「If you put your mind to it, you could accomplish anything! 」。

## 出演

### 映画
- 映画『ユメ十夜』(Ten Nights of Dream)　 2007年公開。
第六夜に出演。
役柄…仏師『運慶』

### テレビ番組
- スーパーチャンプル（中京テレビ）
- 少年チャンプル（中京テレビ）
- DANCE STYLE（フジテレビ）
- BEATOPIA（テレビ東京）
- あらびき団（TBS）
- FACTORY GENERATION（台湾、TVBS）
- 裏影（KHB東日本放送）

### ライブ、コンサートツアー
- Mnet KM MUSIC FESTIVAL 2007（韓国、Gacktバックダンサー）
- Gackt Live Tour 2006 DIABOLOS ～哀婉の詩～ in ASIA（韓国）
- Gackt Live Tour 2005 DIABOLOS ～哀婉の詩と聖夜の涙～
- Gackt Live Tour 2005 DIABOLOS～哀婉の詩～
- CDTVスペシャル年越しプレミアライブ2004－2005!!（TBS、Gacktバックダンサー）
- 僕らの音楽（フジテレビ、Gacktバックダンサー）
- Gackt Live Tour 2004 THE SIXTH DAY & SEVENTH NIGHT
- Gackt Live Tour 2003 上弦の月
- KINGDOM ROCK SHOW 2003（Gacktバックダンサー）
- Gackt Live Tour 2002 下弦の月 ～聖夜の調べ～

### PV
- SOULHEAD - I'm just going down
- Gackt - Redemption

### DVD
- TOZAWA
- 少年チャンプル 最強ダンサーコレクション2005
- 少年チャンプルダンス祭り in Zepp Tokyo
- 少年チャンプル・リターンズ
- スーパーチャンプル vol.1

### モーションキャプチャー
ゲームソフトや、テレビ番組のモーションキャプチャーを行っている。
- Playstation 2…鉄拳5
- Playstation 2…アルペンレーサー3
- BSフジ…クラフティングバトル ペーレス

### 書籍
- スーパーチャンプルダンサー大百科
- あのムーブを覚えたいッ!「アニメーション」ビギナーズレッスン
- DANCE STYLE（2006年12月号）
- relax（マガジンハウス、2006年9月号）